# PC Games CD
PC Games CD – miesięcznik o grach komputerowych, wydawany od września roku 1998 do lipca 1999 przez Marquard Media Polska (wówczas: Jurg Marquard Group Magazine Publishing Company). Redaktorem naczelnym „PC Games CD” był Piotr Młyński. Magazyn wydawano na licencji niemieckiego magazynu o grach komputerowych „PC Games”. W początkowym okresie działania pismo miało około 33 tysięcy czytelników (1998 roku).